# Иноуэ, Хироко
Хироко Иноуэ (род. 1977, Осака) — японская и российская классическая органистка.

## Биография
Хироко Иноуэ родилась в 1977 году в городе Осака в семье прeподавателя английского языка и японского коммуниста. Есть старшая сестра Сатоко. Провела детство в Киото. Училась в Киотском университете искусств. Окончила с отличием аспирантуру в МГК имени Чайковского (класс фортепиано Наума Штаркмана и класс органа Алексея Паршина) и нидерландскую Консерваторию имени Принца Клауса в Гронингене по классу игры на исторических инструментах.
Более 20 лет живёт и работает в России. С 2006 года — солистка-органистка Калининградской областной филармонии. В 2016—2019 годах преподавала по классу органа в МССМШ имени Гнесиных.
По мнению журнала «Музыкальная жизнь», её сильная сторона — игра колоритом, светотенями, многообразие тончайших звуковых эффектов.
Постоянная участница московских Международных органных фестивалей.

## Награды
Дипломант всероссийской премии «Органист года 2020».
Обладательница премий «Выдающаяся музыкальность» на фестивале Петра Великого (Голландия, 2006) и «За создание культурных мостов» в рамках фестиваля «Органисты года» (Россия 2020). Стипендиат министерства культуры Японии. Лауреат первых премий японских фортепианных конкурсов в Сакаи и III Международного конкурса пианистов имени М. В. Юдиной (I премия, 2003, Санкт-Петербург).
Лауреат Международных конкурсов органистов имени Марчелло Галанти (Италия, 2004, 3 премия), Валерия Кикты (Москва, 2005, 1 премия). Дипломант и обладатель трёх специальных премий («Вера Надежда Любовь», «Зрительских симпатий», «Самому коммуникабельному, корректному и открытому для прессы участнику») IV Международного конкурса органистов имени Микаэла Таривердиева (Калининград, 2005).
Сотрудничает с саксофонисткой Вероникой Кожухаровой, трубачом Владиславом Лавриком, органистом Жаном-Пьером Стайверсом, актрисой Чулпан Хаматовой